# Christian Muff
Christian Fürchtegott Muff (* 14. August 1841 in Treffurt; † 6. April 1911 in Schulpforta) war ein deutscher Pädagoge.

## Leben

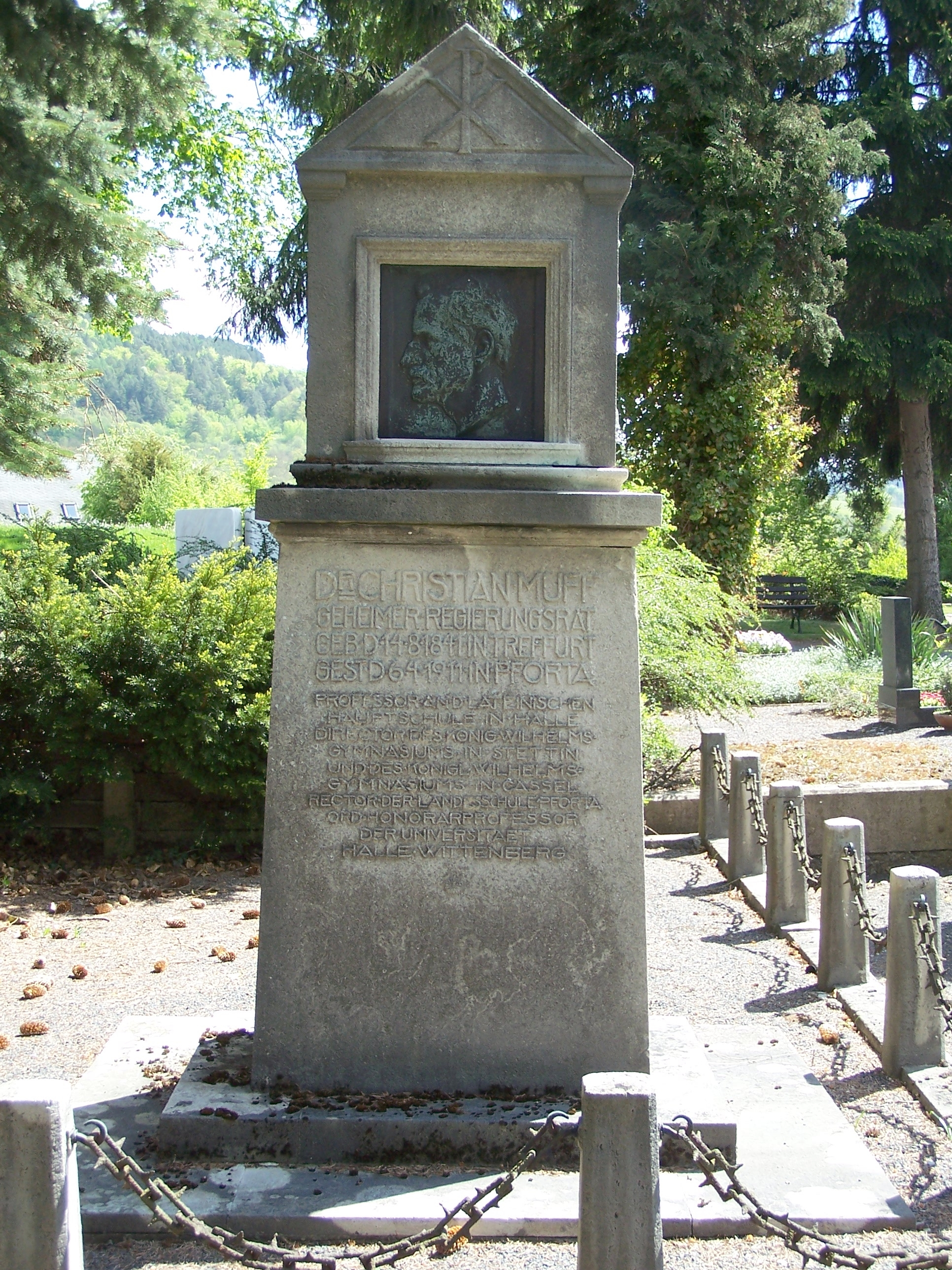
Grabdenkmal in Treffurt

Muff, Sohn eines fürstlich-hohenlohischen Oberförsters, besuchte das Gymnasium im Mühlhausen/Thüringen und studierte von 1861 bis 1864 Klassische Philologie an der Universität Halle. Nach Abschluss seiner Studien mit einer Dissertation De antiquitatibus Romanis in Vergilii Aeneide illustratis wurde er im Oktober 1865 Lehrer an der Lateinischen Hauptschule der Franckeschen Stiftungen in Halle (Saale) und dort 1875 zum Professor ernannt. Im Herbst 1880 wurde er mit dem Aufbau des neugegründeten König-Wilhelms-Gymnasiums in Stettin betraut. 1893 wurde er Direktor des Wilhelms-Gymnasiums in Kassel, 1898 Rektor der Landesschule Pforta bei Naumburg (Saale). Ab 1904 war er auch ordentlicher Honorarprofessor der Philosophischen Fakultät der Universität Halle.
Neben seiner Lehrtätigkeit gab Muff mehrere Schulausgaben (Text und Kommentar) der Werke von Sophokles und Euripides heraus. Sein Deutsches Lesebuch für Höhere Lehranstalten erlebte auch nach seinem Tod zahlreiche Neuauflagen. Er starb im April 1911 in Pforta und wurde in seiner Heimatstadt Treffurt beigesetzt.